# At Folsom Prison
At Folsom Prison är ett livealbum av Johnny Cash, inspelat 13 januari 1968 i Folsom State Prison och utgivet senare samma år. Medverkande på albumet är bland annat June Carter, Carl Perkins, The Statler Brothers och Cashs band, Tennessee Three. 
Den sista låten på albumet, "Greystone Chapel", är skriven av en intern på Folsom State Prison, Glen Sherley. Johnny Cash hade inte sjungit låten förrän natten före sin vistelse på Folsom. En pastor bad Cash att lyssna på en kassett där Sherley sjöng låten. Efter att Cash hade hört låten, blev han ivrig på att inkludera låten på spelningen nästa kväll.

## Låtlista

### Originalversionen
Sida 1
1. "Folsom Prison Blues"
2. "Dark as the Dungeon"
3. "I Still Miss Someone"
4. "Cocaine Blues"
5. "25 Minutes to Go"
6. "Orange Blossom Special"
7. "The Long Black Veil"

Sida 2
1. "Send a Picture of Mother"
2. "The Wall"
3. "Dirty Old Egg-Sucking Dog"
4. "Flushed from the Bathroom of Your Heart"
5. "Jackson" (med June Carter)
6. "Give My Love to Rose" (med June Carter)
7. "I Got Stripes"
8. "Green Green Grass of Home"
9. "Greystone Chapel"

### Återutgivning (år 2000)
1. "Folsom Prison Blues" (Johnny Cash) - 2:42
2. "Busted" (Harlan Howard) - 1:24
3. "Dark as the Dungeon" (Merle Travis) - 3:04
4. "I Still Miss Someone" (Johnny Cash/Roy Cash) - 1:37
5. "Cocaine Blues" (T.J. "Red" Arnall) - 3:01
6. "25 Minutes to Go" (Shel Silverstein) - 3:31
7. "Orange Blossom Special" (Ervin T. Rouse) - 3:00
8. "The Long Black Veil" (Danny Dill/Marijohn Wilkin) - 3:57
9. "Send a Picture of Mother" (Johnny Cash) - 2:10
10. "The Wall" (Harlan Howard) - 1:36
11. "Dirty Old Egg Sucking Dog" (Jack Clement) - 1:30
12. "Flushed from the Bathroom of Your Heart" (Jack Clement) - 2:17
13. "Joe Bean" (Bud Freeman/Leon Pober) - 2:25
14. "Jackson" (Jerry Leiber/Gaby Rodgers/Billy Edd Wheeler) - 3:12
15. "Give My Love to Rose" (Johnny Cash) - 2:40
16. "I Got Stripes" (Johnny Cash/Charlie Williams) - 1:57
17. "The Legend of John Henry's Hammer" (Johnny Cash/June Carter Cash) - 7:08
18. "Green Green Grass of Home" (Curly Putman) - 2:29
19. "Greystone Chapel" (Glen Sherley) - 6:02

## Medverkande
- Johnny Cash - sång, gitarr
- June Carter - sång
- Carter Family - sång
- Marshall Grant - basgitarr
- W.S. Holland - trummor
- Carl Perkins - elgitarr
- Luther Perkins - elgitarr
- The Statler Brothers - sång

## Listplaceringar
| Lista (1968)   | Position            |
| -------------- | ------------------- |
| Norge          | 7 (VG-lista)        |
| Storbritannien | 7 (UK Albums Chart) |
| USA            | 13 (Billboard 200)  |